# Haloptilus angusticeps
Haloptilus angusticeps är en kräftdjursart som beskrevs av Sars 1907. Haloptilus angusticeps ingår i släktet Haloptilus och familjen Augaptilidae. Inga underarter finns listade i Catalogue of Life.